# Pop progresivo
El pop progresivo es un género musical derivado del pop, pero que rompe con la fórmula estándar del género tradicional. Originalmente el término "progresivo" viene del rock progresivo de los años 70, algunas características estilísticas del pop progresivo incluyen cambios en tonos y ritmo, experimentos con formas más grandes y tratamientos inesperados, disruptivos o irónicos de convenciones pasadas. Generalmente los artistas autoproducen su propio material, componiendo y haciendo sus arreglos con sus propios criterios, oponiéndose a los exigencias de generentes o productores externos de las compañías discográficas.
Desde 1967, el pop progresivo ha estado en contraste con el pop más tradicional de mayor consumo. Tras el auge económico de mediados de 1960, las discográficas empezaron a invertir más en los artistas, pero permitiendo a los mismos un limitado control sobre su propio contenido y marketing. Grupos que combinaron el rock and roll con otros estilos de música como ragas indias y melodías orientales influenciaron en última instancia la creación del rock progresivo. Después de la década de 1970, el pop progresivo ya no era popular y comenzó a vender menos, abriendo un vacío para el género. Durante la década de 1980, el movimiento de new pop trató de reducir la brecha entre el pop progresivo y su contraparte pop "masivo". Por la década de 2000, el pop progresivo dio lugar a una serie de bandas y solistas populares -algunas de ellas de producción independiente- extraordinariamente con una aversión a las jerarquías formales.

## Definición
El término "progresivo" se refiere a una amplia gama de intentos de romper con las fórmulas de música pop estándar a través de la instrumentación extendida, arreglos más sofisticados, cambios de ritmo, letras personalizadas e improvisación individual. La premisa involucró la música popular que componía con la intención de ser únicamente escuchada y no bailada, y se opuso a la influencia de los gerentes, agentes o compañías discográficas. La música progresiva también fue producida principalmente por los propios artistas intérpretes o ejecutantes. En 1970, un periodista de la publicación británica Melody Maker, describió el pop progresivo como música producida que es atractiva para las masas, pero menos desechable que el pop más tradicional. Algunas características estilísticas incluyen cambios de tono y el ritmo o experimentos con formas más largas. En términos de estructura tonal, el pop progresivo es similar al rock and roll en el desmantelamiento de la armonía como estructura organizativa básica. Sin embargo, a diferencia del rock and roll, el pop progresivo invierte las convenciones recibidas, jugando con ellas, interrumpiéndolas o produciendo sombras de ellas en formas nuevas e inesperadas. Técnicas electrónicas como eco, retroalimentación, estéreo, sonoridad y distorsión pueden utilizarse para dar a la música la impresión de espacio y extensión lateral.
El término "pop progresivo" se usó originalmente para varios grupos de rock progresivo. El último género fue influenciado por los grupos "progresivos" de los años 60 que combinaron el rock and roll con varios otros estilos de la música tales como ragas indios, melodías orientales, y cantos gregorianos, como The Beatles y The Yardbirds. En diciembre de 1966, Melody Maker intentó definir los desarrollos recientes en el pop. En este artículo, titulado Progressive Pop, Chris Welch clasificó a los artistas utilizando términos previamente asociados con el jazz; en el más avanzado de éstos avant garde, colocó a The Beatles, Cream, Love, The Mothers of Invention, Pink Floyd y Soft Machine, mientras que en la categoría de "moderno" abarcó a The Byrds, Donovan y Small Faces. Después del lanzamiento del álbum Sgt. Pepper's Lonely Hearts Club Band de The Beatles de 1967, revistas como Melody Maker trazó una línea entre pop y rock, eliminando así el roll de rock and roll (que ahora se refiere al estilo de los años 50). Los únicos artistas que se mantuvieron dentro del "rock" serían aquellos que se consideraban a la vanguardia dentro de las formas de composición, lejos de los estándares "amigables a la radio", ya que los estadounidenses utilizaban cada vez más el adjetivo "progresista" para grupos como Jethro Tull, Van Der Graaf Generator y King Crimson.
A finales de los años setenta, el "pop progresivo" era más o menos sinónimo de "música rock". Los autores Don y Jeff Breithaupt definen el pop progresivo en los años 70 y 80 como "una casta más esbelta del pomp rock" derivado de The Beatles. El músico Alan Parsons, quien trabajó como ingeniero en el álbum Abbey Road de los Beatles (1969), recuerda que aunque consideró que algunas de sus canciones eran "pop puro", otros siguieron categorizando a su banda (Alan Parsons Project) como "rock progresivo". Parsons pensó que el "pop progresivo" era un mejor nombre, explicando que "lo que hizo [nuestra música] progresiva fue el sonido épico y la orquestación que muy poca gente hacía en ese momento".

## Orígenes

### Años 60

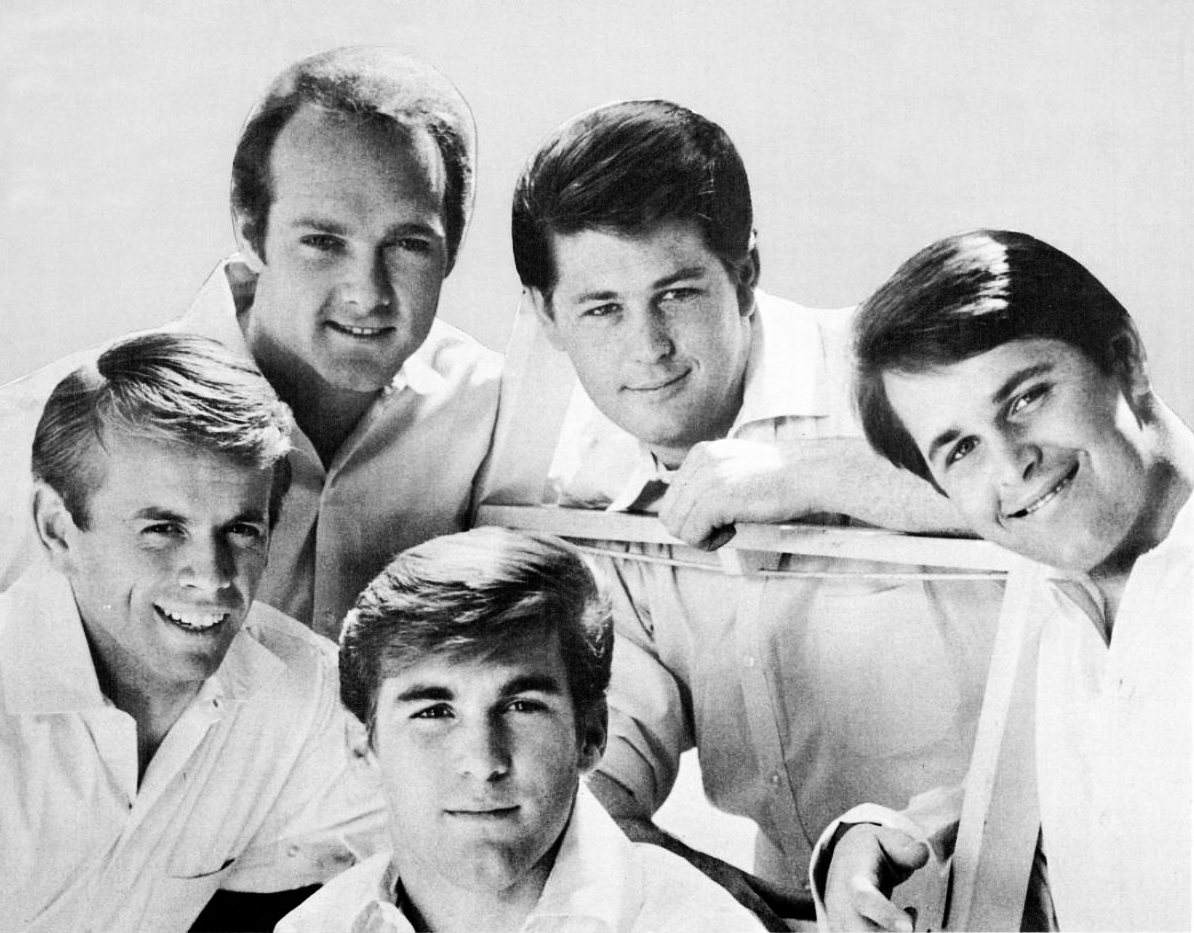
Brian Wilson (arriba en el centro), líder de los Beach Boys fue el primero que componía y producía la música de su grupo, estableciendo un precedente que permitió a bandas y artistas entrar en un estudio de grabación y actuar como sus propios productores.

A mediados de la década de 1960, la música pop hizo incursiones en nuevos sonidos, estilos y técnicas. La palabra "progresista" se usó con frecuencia, y se pensó que cada canción y sencillo iba a ser una "progresión" de la última. Paul McCartney de los Beatles insinuó en 1967: "nosotros [la banda] se aburría un poco haciendo 12 barras todo el tiempo, así que tratamos de entrar en otra cosa ... Entonces vinieron [Bob] Dylan, The Who, y los Beach Boys ... Todos estamos tratando de hacer vagamente el mismo tipo de cosa". Antes del pop progresivo de finales de los años 1960, los artistas eran incapaces de decidir sobre el contenido artístico de su música. Brian Wilson, líder de los Beach Boys fue el primero que componía y producía la música de su grupo, estableciendo un precedente que permitió a bandas y artistas entrar en un estudio de grabación y actuar como sus propios productores.
El autor Bill Martin reconoce a los Beatles y los Beach Boys como los contribuyentes más significativos en el desarrollo del rock progresivo, transformando el rock bailable en música hecha para escuchar. Citando un estudio musicólogo cuantitativo de tempos de la época, el musicólogo Walter Everett identifica que el álbum de Rubber Soul de los Beatles de 1965, como una obra que se "hizo más para ser pensado que bailado", y un álbum que "comenzó una tendencia de largo alcance" en su desaceleración de los tempos típicamente usados en música pop y rock. Al ser editado el álbum Pet Sounds de The Beach Boys en 1966 fue aclamado por los periódicos británicos como "el álbum más progresivo jamás hecho". Troy Smith de Cleveland cree que el álbum "estableció al grupo como el padre del pop progresivo, desde los acordes iniciales de "Wouldn't It Be Nice", al sencillo estilo del Wall of Sound".
En la opinión del autor Simon Grilo, el estallido progresivo de los Beatles fue ejemplificado en el sencillo doble A "Strawberry Fields Forever"/"Penny Lane" (1967). En otro ejemplo de las influencias recíprocas entre ellos y los Beach Boys, los Beatles demostraron "un contenido lírico paradójico emparejado con música que era al mismo tiempo joven y antigua, rock y Tin Pan Alley, LSD y cacao, progresiva y nostálgica"- todas las características que fueron compartidas en el Sgt Pepper's. El musicólogo Allan Moore escribe: "En ese momento, el Sgt Pepper's parecía marcar la edad de la música rock ... Ahora, por supuesto, con los recuerdos hastiados, pensamos en ello como el inicio de una era de pomposidad, con diferentes grados de gravedad... La cuestión después de 1967 era si se podía confiar en el pop/rock "progresivo", porque trataba temas "más profundos" que las relaciones interpersonales. A la larga, la respuesta resultó ser "no" (al menos, es decir, hasta que una generación posterior de bandas descubrió el deleite de pastizar a los Beatles)".

## Algunos artistas del pop progresivo
- 10cc[13]
- Al Stewart[13]
- Kevin Ayers[26]
- The Beach Boys
- The Beatles[9]
- Be-Bop Deluxe[13]
- The Buggles[27]
- Caravan[26]
- City Boy[13]
- Crack the Sky[13]
- Electric Light Orchestra[13][28]
- Brian Eno[13]
- Illusion
- Genesis (sin Steve Hackett)[29]
- Hawkwind[13]
- Kansas[13]
- Kate Bush
- Kraftwerk[28]
- Alan Parsons[30]
- Pink Floyd (particularmente The Wall)[31]
- Renaissance[13]
- Molly Nilsson
- Roxy Music[29]
- Todd Rundgren[32]
- Saga
- Seru Girán[13]
- Soda Stereo[13]
- Starcastle[13]
- Supertramp[29]
- Synergy[13]
- Queen[29]
- UK[13]
- Utopia[33]
- Gary Wright[13]
- XTC[34][35]
- The Yardbirds[9]

## Citas
1. ↑  The Songwriting Sourebook (2003) states that key changes are more common to "arty" genres like progressive rock than they are to Top 40 pop songs, slow reggae tunes, dance music, R&B, punk, 12-bar blues, and 1950s rock and roll.[6]
2. ↑  Among exemplar progressive pop music of this period, Paul Willis cites Frank Zappa's disuse of ordinary conventions and tone ("Uncle Meat)", Jimi Hendrix's "untempered" guitar, the Beatles' use of intrumentation as a type of rhythm ("Eleanor Rigby", "Penny Lane"), and Van Morrison's unusual, repeated cadences that make up the rhythm foundation for "Madame George".[7]
3. ↑  In the 1960s, the majority of mainstream pop music fell in two categories: guitar, drum and bass groups or singers backed by a traditional orchestra.[16]